# Sacred Fire: Live in South America
Sacred Fire: Live in South America es un álbum en vivo de la agrupación Santana, publicado en 1993 por Polydor Records. Este álbum está dedicado a la vida de César Chávez. El álbum alcanzó la posición 181 en la lista de éxitos estadounidense Billboard 200.

## Lista de canciones
1. "Angels All Around Us" (Sanders) – 1:57
2. "Vive la Vida (Life Is for Living)" (Sefolosha) – 4:18
3. "Esperando" (Santana, Thompson, Perazzo, Charles) – 5:58
4. "No One to Depend On" (Carabello, Escovedo, Rolie) – 4:38
5. "Black Magic Woman / Gypsy Queen" (Green/Szabo) – 8:53
6. "Oye Como Va" (Puente) – 5:07
7. "Samba Pa Ti" (Santana) – 6:49
8. "Guajira" (Brown, Areas, Reyes) – 6:13
9. "Make Somebody Happy" (Santana, Ligertwood) – 7:14
10. "Toussaint l'Overture" (Santana, Areas, Brown, Carabello, Rolie, Schon, Shrieve) – 6:52
11. "Soul Sacrifice / Don't Try This at Home" (Santana, Areas, Brown, Carabello, Rolie, Schon, Shrieve/Perazzo, Rekow) – 7:26
12. "Europa (Earth's Cry Heaven's Smile)" (Santana, Coster) – 6:11
13. "Jin-Go-Lo-Ba" (Olatunji) – 5:43

## Créditos
- Alex Ligertwood – voz
- Vorriece Cooper – voz, percusión
- Carlos Santana – guitarras, voz
- Jorge Santana – guitarras, voz
- Chester Thompson – teclados
- Myron Dove – bajo
- Walfredo Reyes Jr. – batería
- Karl Perazzo – percusión
- Raul Rekow – percusión